# Tennis Masters Cup 2001
La Tennis Masters Cup 2001 e l'ATP World Doubles Challenge Cup sono stati 2 tornei di tennis giocati sul cemento indoor. È stata la 32ª edizione del torneo di singolare di fine anno e la 28ª del torneo di doppio di fine hanno. Entrambi fanno parte dell'ATP Tour 2001. 
Il torneo di singolare si è giocato al Sydney Superdome di Sydney in Australia, dal 12 al 18 novembre 2001.
Il torneo di doppio si è disputato al KSLTA Tennis Center di Bangalore in India, dal 28 gennaio al 3 febbraio 2002, dopo che era stato cancellato per motivi di sicurezza il torneo previsto per il mese di novembre del 2001.

## Campioni

### Singolare
Lleyton Hewitt ha battuto in finale  Sébastien Grosjean con il punteggio di 6–3, 6–3, 6–4

### Doppio
Ellis Ferreira /  Rick Leach hanno battuto in finale  Petr Pála /  Pavel Vízner con il punteggio di 6(6)–7, 7–6(2), 6–4, 6–4